# Ariel Kaplan
Ariel Kaplan (* 4. April 1994 in Johannesburg, Südafrika) ist eine australische Schauspielerin und Tänzerin.
1996 wanderten sie und ihre Familie nach Australien aus. Sie ist die jüngste dreier Schwestern (Gemma-Ashley und Dena Kaplan).
Sie studierte Tanz auf der Jane Moore Academy of Ballet in Melbourne sowie Gesang und Klavier bei Harry Mullany und besucht das Mount Scopus Memorial College.
Bekannt wurde sie durch ihre Rolle als Lisa Atwood in der dritten Staffel der bekannten Kinderserie Der Sattelclub.